# یواس‌اس سانگامون (سی‌وی‌یی-۲۶)
یواس‌اس سانگامون (سی‌وی‌یی-۲۶) (به انگلیسی: USS Sangamon (CVE-26)) یک کشتی بود که طول آن ۵۵۳ فوت (۱۶۹ متر) بود. این کشتی در سال ۱۹۳۹ ساخته شد.